# Фінал Кубка Іспанії з футболу 1940
Фінал Кубка Іспанії з футболу 1940 — футбольний матч, що відбувся 30 червня 1940 року. У ньому визначився 38-й переможець кубка Іспанії.

## Шлях до фіналу
| Еспаньйол          | Еспаньйол | Еспаньйол                | Раунд        | Мадрид             | Мадрид    | Мадрид                   |
| ------------------ | --------- | ------------------------ | ------------ | ------------------ | --------- | ------------------------ |
| Суперник           | Результат | Матчі                    |              | Суперник           | Результат | Матчі                    |
| Леванте Хімнастіко | 10–2      | 6–2 вдома; 4–0 на виїзді | Третій раунд | Реал Мурсія        | 6–0       | 4–0 на виїзді; 2–0 вдома |
| Сельта             | 8–3       | 3–1 на виїзді; 5–2 вдома | 1/8 фіналу   | Осасуна            | 7–2       | 4–1 на виїзді; 3–1 вдома |
| Барселона          | 3–1       | 2–0 на виїзді; 1–1 вдома | 1/4 фіналу   | Расінг (Сантандер) | 5–1       | 3–1 вдома; 2–0 на виїзді |
| Валенсія           | 5–2       | 3–1 вдома; 2–1 на виїзді | 1/2 фіналу   | Реал Сарагоса      | 2–1       | 1–0 вдома; 1–1 на виїзді |

## Подробиці
| 30 червня 1940 |

| Еспаньйол               | 3:2 дч   | Мадрид              |
| ----------------------- | -------- | ------------------- |
| Хорхе 30', 86' Мас 110' | Протокол | Алонсо 5' Алдай 89' |

| Кампо де Футбол де Вальєкас, Мадрид Глядачів: 20 000 Арбітр: Хуліо Остале |

|  |  |

| В                |  | Хосе Тріас             |
| З                |  | Беніто Перес (к)       |
| З                |  | Рікардо Теруель        |
| ПЗ               |  | Феліш Льїмос           |
| ПЗ               |  | Ісідро Ровіра          |
| ПЗ               |  | Хайме Араса            |
| Н                |  | Франсіско Мас          |
| Н                |  | Хулі Гонсалво          |
| Н                |  | Вісент Мартінес Катала |
| Н                |  | Габріель Хорхе         |
| Н                |  | Феліпе Ара             |
| Тренер:          |  |                        |
| Патрісіо Кайседо |  |                        |

| В             |  | Енріке Есківа        |
| З             |  | Хасінто Кінкосес (к) |
| З             |  | Хосе Мардонес        |
| ПЗ            |  | Хуан Антоніо Іпінья  |
| ПЗ            |  | Антоніо Бонет        |
| ПЗ            |  | Вільїта              |
| Н             |  | Емілін               |
| Н             |  | Сімон Лекуе          |
| Н             |  | Мануель Алдай        |
| Н             |  | Чус Алонсо           |
| Н             |  | Луїс Марін           |
| Тренер:       |  |                      |
| Франсіско Бру |  |                      |